# 独裁グリムワール
『独裁グリムワール』（どくさいグリムワール）は、狩野アユミによる日本の漫画作品。『月刊コミックジーン』（メディアファクトリー）にて2011年7月号（創刊号）から2012年9月号まで連載された。単行本は全3巻。

## あらすじ
『グリム童話』の編纂者・グリム兄弟の子孫・御伽グリムは、引越先の屋敷で、怪しい本を見つける。その本を手に取ると、本の中から童話の悪魔が現れ、グリムに襲い掛かる。実は、グリム兄弟は童話の編著の代わりに、子孫の魂を差し出すという契約を交わしていたのだった。かくして、グリムは、童話の悪魔を倒すことになるのであった。

## 登場人物

### 主要人物
御伽 グリム（おとぎ グリム）
本作の主人公。中学2年生。14歳。誕生日：4月4日、血液型：B型。身長：156センチメートル、体重：43キログラム。
グリム兄弟の子孫。ドイツ人のハーフだが、日本語しか話せず学力も低い。関西弁を話す。母親の死後、面識のない父親の言いつけにより、「幽霊屋敷」と噂される屋敷に1人で引越してきた。ドSで生意気な性格だが、正義感は強い。先祖が交わした契約により、不本意ながらも童話の悪魔に命を狙われる破目になる。今まで転校続きで地方を転々としていたため、友人は少ない。
シンデレラ
長い灰色の髪と灰色の瞳、ガラスの靴を履いた青年の姿をした童話の悪魔。外見年齢：21歳。身長：182センチメートル、体重：67キログラム。
屋敷の地下の暖炉から、グリムを呼んでいた。他の悪魔とは違い、ある人物の頼みで、グリムの護衛をしているが、もしグリムが悪魔と戦わない場合は、彼の魂を自分のものにして良いと言われている。戦闘力が高く、ガラスを操る能力を持つ他、掃除も得意。物腰が柔らかいが、ドMで、わざと慇懃な態度を取ってグリムを怒らせている。但し、グリム以外の人間には冷たい。グリムを「ドミネ（我が神）」と呼び慕う。ある理由で、童話の悪魔に恨みを持ったことで、自らも悪魔になってしまった。

### グリムのクラスメイト
初柴 ひより（はつしば ひより）
転校したばかりのグリムに初めて話しかけた人物。内向的な性格から、友人が少ないが、グリムには少しだけ心を開いている。実家は道場で、意外と柔道が得意（本人曰く「黒帯」）だが、恥ずかしいため、周りには秘密にしている。兄が1人いる。
反町 勇馬（そりまち ゆうま）
グリムのクラスの学級委員。飄々とした性格でお調子者だが、根は善良。何かとグリムに絡む。成績優秀で運動万能。部活は、陸上、サッカー、バスケを掛け持つ。中学1年の途中で転校してきたが、前の学校で先輩10人を病院送りにしたという噂がある。
長靴を履いた猫の力で、新たな童話使いとなるが、グリム兄弟の子孫ではないため、完全に能力を発揮出来ず、失敗。その後は改心し、グリムとも和解した。
森 ミチル（もり ミチル）、桐島 遥（きりしま はるか）
ひよりの友人。金髪に巻き毛の少女が森で、黒いボブヘアーの少女が桐島。
ひよりをこき使っているが、小学校の頃、当時1人だったひよりに初めて声をかけて仲良くなったという過去がある。勇馬と長靴を履いた猫に捕らえられてしまうが、グリムとひより達によって助けられたことで和解した。

### 童話の悪魔
ブレーメンの音楽隊（ブレーメンのおんがくたい）
グリムが初めて戦った悪魔。ロバの身体に犬の尻尾、背中に鶏の羽があり、語尾は「…ニャ」。奇妙な容姿が元で飼い主に捨てられた恨みにより悪魔となった。自身の影を自在に操る。
白雪姫（しらゆきひめ）
周囲を魅了する程の美貌を持つ青年の姿をした悪魔。残虐非道で粘着質かつ激情的、自身の美貌に自覚的なナルシスト。毒を作り出す特殊能力を持つ。弱点は鏡で、映すと醜い姿が現れるが、眼鏡をかける等、直接見なければ平気。ひよりを誘拐して、グリムをおびき寄せたが敗北。後にグリムと行動を共にするが、封印されていない上にグリムの心臓を食べていないので、力は完全に発揮出来ない。
自分を産んだせいで老いて醜くなったと思い込んだ実母に嫌われており、虐待されていた過去がある。
赤頭巾（あかずきん）
赤いコートと、右目の眼帯が特徴的な青年の姿をした悪魔。銃火器を携帯している。白雪姫とは、関係がある様子。後に、狩人（イエーガー）のメンバーとなる。満月を見ることで狼男に変身する能力を持つが、本人はこの能力を嫌っていた。合宿時のグリムに襲いかかるが敗北し、能力を封印されたが、それを機にグリムの味方となる。
長靴を履いた猫（ながぐつをはいたねこ）
派手な衣装を身にまとった男性の姿をした悪魔。特殊能力は、一文無しを王様にプロデュースすることと、幻覚を操ること。ノリが軽く、会話の端々に中途半端な英語を混ぜる。芸能プロデューサー・猫田耀三（ねこたようぞう）としての顔も持つ。聡明だが、戦闘は苦手。勇馬に童話使いの能力を与えてグリムに襲い掛かるが失敗。後に童話の悪魔を集めた、グリム討伐隊・狩人（イエーガー）を作る。
ラプンツェル
長い髪をした女性の姿をした悪魔。有事には髪の毛を伸ばして武器とする。当初は、勇馬に付き従っていた。長年、塔に幽閉されていたせいか、高所恐怖症。何故か、ひよりを敵対視する。

### その他
グリム兄弟
『グリム童話』の編纂者にして、グリムの先祖。史実では民俗学や言語学などの学問を修めたとされるが、シンデレラによると、学問を究めていくうちに魔術を得てしまい、相手の記憶を読み取る術を使っていた模様。2人とも故人のはずだが、実は魔術によって長い年月を生きていた。
ヤコブ・カール・グリム
グリム兄弟の兄。実は、グリムの実父。
ヴィルヘルム・カール・グリム
グリム兄弟の弟。グリムの叔父にあたる。グリムと瓜二つの顔を持つ少年の姿をしている。

## 用語
グリム童話『原本』
グリムの武器となる魔導書。普通の人には、ただの童話本でしかないが、グリム兄弟の子孫にだけ、魔導書として扱うことが出来る。童話に書かれた物語を呪文として唱えることで、童話の悪魔を倒すことが出来る。なお、この能力を持つ者は「童話使い」と呼ばれる。
童話の悪魔
グリム兄弟に童話を教えた悪魔達。史実では、グリム兄弟がドイツ各地を巡り、文献を紐解き、様々な人からの話を聞き集めたとされるが、実際は戦乱や時の流れで、童話が失われていたため、悪魔から童話を聞き出す代わりに、グリム兄弟の子孫の魂を差し出す契約を交わした。その代償として彼らの命を狙っている。グリム童話『原本』による呪文で、彼らを倒し、封印することが出来る。完全に封印した後は、自分の意思を持たなくなり、本の持ち主の命令に従う存在となるが、グリムはこれを良しとしていない。
なお、童話では女性が主人公となっているシンデレラや白雪姫が、共に男であるなど、容姿が童話の内容と異なっている。シンデレラ曰く「童話を、そのまま信じている方がおかしい」。

## 書誌情報
- 狩野アユミ 『独裁グリムワール』メディアファクトリー〈MFコミックス ジーンシリーズ〉、全3巻
  1. 2011年11月26日発売[1]、ISBN 978-4-8401-4073-7
  2. 2012年4月27日発売[2]、ISBN 978-4-8401-4463-6
  3. 2012年9月27日発売[3]、ISBN 978-4-8401-4731-6